# 極寒激戦地アルデンヌ 〜西部戦線1944〜
『極寒激戦地アルデンヌ 〜西部戦線1944〜』（原題：Saints and Soldiers）は、2003年に公開されたアメリカ合衆国の戦争映画である。ライアン・リトルが監督し、コルビン・アルレッドらが主演した。
1944年のバルジの戦いを背景に、マルメディ虐殺事件から逃れた4人のアメリカ兵と撃墜されたイギリス空軍機のパイロットを主人公として、彼らがドイツ軍の包囲から逃れるまでを描く。2012年にシリーズ2作目として『エアボーン・ソルジャーズ』（原題：Saints and Soldiers: Airborne Creed）が公開された。2014年にはシリーズ3作目となる『ザ・フューリー 烈火の戦場』（原題：Saints and Soldiers: The Void）が公開された。

## あらすじ
1944年のバルジの戦いの最中、マルメディ虐殺事件として知られる事件が発生する。銃撃と混乱の中、数人のアメリカ兵がドイツ兵の追跡から逃れることに成功した。やがて合流したネイサン・"ディーク"・グレア伍長、衛生兵のスティーブン・ゲルド二等兵、シャーリー・"シール"・ケンドリック二等兵、ゴードン・"ガンディー"・ガンダーソン二等軍曹の4人は友軍を求め森を彷徨うが、身を隠していた山小屋で偶然ドイツ兵らの会話を盗み聞きし、付近で友軍機が撃墜されたらしいとの情報を得る。ドイツ兵らが去った後に周辺を捜索し、一行は落下傘で脱出したイギリス軍偵察機のパイロット、オベロン・ウィンリー上等兵曹と出会う。彼はドイツ軍が連合国軍の一大弾薬庫があるリエージュを攻略するべく既に総攻撃を開始したという情報を掴んでおり、これを報告しようと飛行している最中に撃墜されたという。
ドイツ軍がミューズ川を超えるよりも早くこの情報を伝えなければ、リエージュからアントワープまで一気に突破されてしまう。こうして5人の兵士は30キロ離れた司令部へ向けての行軍を始めるのだった。

## キャスト
- ネイサン・"ディーク"・グレア伍長[2] - コルビン・アルレッド（英語版）
- スティーブン・ゲルド二等兵 - アレクサンダー・ナイバー（英語版）
- オベロン・ウィンリー上等兵曹 - カービー・ヘイボーン（英語版）
- シャーリー・"シール"・ケンドリック二等兵 - ラリー・バッグビー（英語版）
- ゴードン・"ガンディー"・ガンダーソン二等軍曹 - ピーター・ホルデン（英語版）
- ルドルフ・"ルディ"・ゲルツ二等兵 - イーサン・ヴィンセント（Ethan Vincent）
- カトリーナ・セアリー（ベルギー人の母親） - メランダ・レニー（Melinda Renee）
- ソフィー・セアリー（カトリーナの娘） - ルディ・チェイス・オニール（Ruby Chase O'Neil）

## 制作・評価
配給を行ったExcel Entertainment Groupはモルモン教をテーマにした、いわゆるLDS映画（LDS cinema）を数多く手がけている。本作もタイトル通り「聖人と兵士」（Saints and Soldiers）がテーマで、主人公ディークは熱心なモルモン教徒である。また、本作は第二次世界大戦中に実際に起こった出来事がベースになっているという。
当初、アメリカ映画協会（MPAA）では本作のレーティングをR（Restricted, 17歳未満の観賞は保護者の同伴が必要）とした。これはヌードなどの性的描写ではなく、戦闘シーンなどの暴力描写が理由であるという。制作側はPG-13への変更を求め審査委員会への抗議を行ったが、レーティング変更に必要な3分の2の賛成が得られなかった。最終的には再編集が加えられた上でPG-13作品としてリリースされた。
Rotten Tomatoesでの評価は66%とされ、MetacriticにおけるMetascoreは56とされている

## 続編
シリーズ2作目『エアボーン・ソルジャーズ』（原題：Saints and Soldiers: Airborne Creed）は、2012年8月17日にリリースされた。3作目『ザ・フューリー 烈火の戦場』（原題：Saints and Soldiers: The Void）は2014年にリリースされた。